# Donja Stubica
Donja Stubica er en by i distriktet Krapina-Zagorje, som ligger i det bjergrige landskab i Hrvatsko Zagorje nord for Zagreb til grænsen til Slovenien.

## Geografi
Donja Stubica ligger omkring 40 kilometer nord for Zagreb på den nordlige skråning af bjerget Medvednica. Byområdet dækker et areal på 44,6 km². Det strækker sig fra Medvednica -bjerget til den store slette ved floden Krapina.

### Inddeling
Byen består af ti lokaliteter: Donja Podgora, Donja Stubica, Gornja Podgora, Hižakovec, Hruševec, Lepa Ves, Matenci, Milekovo selo, Pustodol og Vućak. Det største af disse steder er Donja Stubica. Hele byområdet og det omkringliggende område kaldes Grad Donja Stubica.

## Historie
Byen Donja Stubica blev grundlagt i 1209 af Andrije 2. I 1573 fandt det kroatisk-slovenske bondeoprør sted her under ledelse af Matija Gubec.
Ud over talrige sekulære og spirituelle kulturelle monumenter omfatter Donja Stubicas historiske arv også fire vigtige arkæologiske fund. På grund af dens historiske betydning modtog Donja Stubica byrettigheder i begyndelsen af 1997.